# Tragedia człowieka śmiesznego
Tragedia człowieka śmiesznego (wł. La tragedia di un uomo ridicolo) – włoski dramat filmowy z 1981 roku w reżyserii Bernardo Bertolucciego.

## Obsada
- Ugo Tognazzi jako Primo Spaggiari
- Anouk Aimée jako Barbara Spaggiari
- Laura Morante jako Laura
- Victor Cavallo jako Adelfo
- Olimpia Carlisi jako Chiromantka
- Vittorio Caprioli jako Marshal
- Renato Salvatori jako pułkownik
- Ricky Tognazzi jako Giovanni Spaggiari
- Margherita Chiari jako pokojówka
- Gaetano Ferrari jako strażnik
- Don Backy jako dozorca na skrzyżowaniu
- Gianni Migliavacca
- Ennio Ferrari
- Franco Trevisi
- Pietro Longari Ponzoni